# Patrick Daley
Patrick James Daley (...) è un giocatore di football americano britannico, che gioca come quarterback per gli Hannover Spartans.
In precedenza ha giocato per i Tamworth Phoenix.

## Palmarès
- 1 Campionato britannico/Britbowl (Tamworth Phoenix, 2017)